# Vyacheslav Viktorovich Volodin
Vyacheslav Viktorovich Volodin (tiếng Nga: Вячесла́в Ви́кторович Воло́дин; sinh ngày 4 tháng 2 năm 1964) là một chính trị gia người Nga đã phục vụ như là Chủ tịch Duma Quốc gia thứ 10 kể từ ngày 5 tháng 10 năm 2016. Ông là một cựu phụ tá cho tổng thống Vladimir Putin. Cựu tổng thư ký của đảng Liên bang Nga, ông là phó tướng của Duma Quốc gia từ năm 1999 đến năm 2011 và từ năm 2016 đến nay. Từ năm 2010 đến 2012, ông là Phó Chủ tịch Chính phủ Liên bang Nga. Ông cũng là cựu phó chánh văn phòng đầu tiên của Tổng thống Nga. Volodin thiết kế bước ngoặt bảo thủ của Putin trong nhiệm kỳ thứ ba của mình.

## Tiểu sử
Volodin tốt nghiệp ngành cơ khí tại Khoa tổ chức và công nghệ của Viện Cơ giới Nông nghiệp Saratov năm 1986, sau đó là bằng luật của Học viện Dịch vụ Nhà nước Nga dưới thời Tổng thống Liên bang Nga năm 1995 và bằng tiến sĩ.. trong luật của Viện Sankt Peterburg của Bộ Nội vụ năm 1996 với luận án, "Một thực thể cấu thành của Nga: Các vấn đề về quyền lực, làm luật và quản lý." Ông làm việc như một giảng viên và trợ lý giáo sư là tốt.
Năm 1990, ông được bầu làm thành viên của Hội đồng thành phố Saratov. Từ năm 1992, Volodin là Phó Giám đốc của Saratov, từ năm 1994, phó chủ tịch Duma khu vực Saratov và năm 1996, ông được bổ nhiệm làm Phó Thống đốc vùng Saratov.
Trong cuộc bầu cử lập pháp Nga năm 1999, ông là ứng cử viên của Tổ quốc chính trị - Toàn nước Nga. Sau khi được bầu, Volodin trở thành phó chủ tịch của Duma Quốc gia thứ ba, và từ tháng 9 năm 2001, ông là người đứng đầu Tổ quốc - Toàn nước Nga.
Năm 2003, ông ra tranh cử ở Duma Quốc gia thứ tư và được bầu làm đại diện của Balakovo, vùng Saratov. Trong Duma Quốc gia thứ tư, ông lại là phó chủ tịch và bổ nhiệm phó chủ tịch thứ nhất của đảng cầm quyền Nước Nga thống nhất, được thành lập năm 2001. Từ năm 2005, ông là Tổng thư ký của Chủ tịch Hội đồng.
Năm 2007, ông được bầu vào Duma Quốc gia Nga trong phiên họp thứ năm. Cho đến tháng 10 năm 2010, ông lại một lần nữa là Phó Chủ tịch của Duma.
Vào ngày 21 tháng 10 năm 2010, ông được bổ nhiệm làm Phó Thủ tướng dưới thời Dmitry Medvedev. cũng như-sau khi miễn nhiệm Sergey Sobyanin trong mối liên hệ với sự chấp thuận của mình với Thị trưởng Moskva - Tham mưu Trưởng của Văn phòng điều hành của Tổng thống.
Vào ngày 28 tháng 4 năm 2014, sau cuộc trưng cầu dân ý về Krym, Kho bạc Hoa Kỳ đã đưa Volodin vào Danh sách Quốc gia được chỉ định đặc biệt (SDN), một danh sách các cá nhân bị xử phạt là "thành viên của vòng tròn bên trong lãnh đạo Nga". Các lệnh trừng phạt đóng băng bất kỳ tài sản nào ông nắm giữ ở Mỹ và cấm ông vào Hoa Kỳ.
Vào ngày 12 tháng 5 năm 2014, Volodin đã được thêm vào danh sách trừng phạt của Liên minh Châu Âu do vai trò của ông trong cuộc khủng hoảng Krym 2014. Ông bị cấm vào các nước EU và tài sản của ông ở EU phải bị đóng băng.
Từ năm 2009, tác giả của hơn 50 ấn phẩm khoa học là Hiệu trưởng Trường quản lý nhà nước của Đại học Quốc gia Moskva. Volodin có một cô con gái và hai con trai.
Người mẹ 82 tuổi tên là Vyacheslav Volodin Barabanov Lidia Petrovna, sinh ngày 6 tháng 4 năm 1936, làm việc cả đời với tư cách là một giáo viên tiểu học - đặc biệt, tại làng lao động ở vùng Hà Lan. Theo Rosreestr, tính đến tháng 8 năm 2018, Baradova Lidia Petrovna sở hữu một căn hộ trong khu dân cư ưu tú "White Swan" ở quận Ramenka của Moskva với diện tích 390,6 mét vuông. Lidia Barabanova cũng sở hữu Công ty Cổ phần Dniprovo, Gorodnyanskoye Nông nghiệp LLC.